# BlackBerry
BlackBerry este numele unui dispozitiv mobil pentru telefonie fără fir (în engleză: wireless) și e-mail, un tip de intelifon (smartphone) de business, special adaptat pentru călătorii lungi, cu o durată mare de acumulator, un ecran (display) performant de înaltă rezoluție („HD”), o cameră de fotografiat adaptată pentru fotografierea scrisului și o minitastatură de tip QWERTY. Ca atare aparține de familia de computere personale (desigur, fără a fi un PC propriu-zis). Black berry se traduce mur sau și coacăz negru.
BlackBerry este dezvoltat de compania canadiană BlackBerry Limited (fosta RIM), un producător și comerciant de soluții wireless inovatoare pentru piața de comunicații mobile la nivel mondial. 

## Vezi și
- BlackBerry (film)

## Legături externe
La revedere BlackBerry smartphone: compania canadiana iese de pe piata telefoanelor mobile